# Qualificazioni al campionato mondiale di calcio 2014 - CONCACAF - Terza fase, gruppo A

## Classifica
| Squadra           | Pt | G | V | N | P | GF | GS | DR |
| ----------------- | -- | - | - | - | - | -- | -- | -- |
| Stati Uniti       | 13 | 6 | 4 | 1 | 1 | 11 | 6  | +5 |
| Giamaica          | 10 | 6 | 3 | 1 | 2 | 9  | 6  | +3 |
| Guatemala         | 10 | 6 | 3 | 1 | 2 | 9  | 8  | +1 |
| Antigua e Barbuda | 1  | 6 | 0 | 1 | 5 | 4  | 13 | -9 |

## Risultati
| Arbitro: | Hugo Cruz Alvarado |

|                                           |           |           |
| Bocanegra 6’ Dempsey 44’ (rig.) Gómez 72’ | Marcatori | 65’ Byers |

| Arbitro: | Roberto Moreno Salazar |

|                          |           |                  |
| Phillips 40’ Johnson 46’ | Marcatori | 90+2’ Pezzarossi |

| Saint John's 12 giugno 2012, ore 19:00 UTC-4 | Antigua e Barbuda | 0 – 0 referto | Giamaica | Sir Vivian Richards Stadium (8.500 spett.)\| Arbitro: \| Stanley Lancaster \| |
| Arbitro:                                     | Stanley Lancaster |               |          |                                                                               |

| Arbitro: | Joel Aguilar |

|           |           |             |
| Pappa 83’ | Marcatori | 40’ Dempsey |

| Arbitro: | Marco Rodríguez |

|                        |           |            |
| Austin 22’ Shelton 62’ | Marcatori | 1’ Dempsey |

| Arbitro: | Marcos Brea |

|                                |           |           |
| Ruiz 58’, 79’ Pezzarossi 90+1’ | Marcatori | 38’ Byers |

| Arbitro: | David Gantar |

|  |           |          |
|  | Marcatori | 26’ Ruiz |

| Arbitro: | José Pineda |

|           |           |  |
| Gómez 55’ | Marcatori |  |

| Arbitro: | Neal Brizan |

|                |           |                    |
| Blackstock 25’ | Marcatori | 20’, 90+2’ Johnson |

| Arbitro: | Roberto García |

|                       |           |                    |
| Figueroa 16’ Ruiz 85’ | Marcatori | 61’ (rig.) Shelton |

| Arbitro: | Roberto Moreno Salazar |

|                                |           |         |
| Bocanegra 10’ Dempsey 18’, 36’ | Marcatori | 5’ Ruiz |

| Arbitro: | Wálter QuSLVda |

|                                              |           |              |
| Phillips 16’ Nosworthy 17’ Richards 78’, 88’ | Marcatori | 61’ Griffith |